# André Cayatte
André Cayatte (Carcassonne, 3 febbraio 1909 – Parigi, 6 febbraio 1989) è stato uno scrittore, giornalista e regista francese.

## Biografia
Cayatte nacque a Carcassonne, in Francia, e condusse regolari studi fino a conseguire la laurea in giurisprudenza. Si dedicò alla poesia e al romanzo e iniziò a lavorare come giornalista. Fondatore delle riviste letterarie Transit e Méridians, si accostò al mondo del cinema solamente nel 1946 come aiuto sceneggiatore. Diresse alcuni film di poca importanza fino al 1949, quando con il film Gli amanti di Verona ebbe successo e fu conosciuto dal pubblico. Il film era stato sceneggiato dal poeta Jacques Prévert e riproponeva in chiave moderna il dramma d'amore di Shakespeare.
Nel 1950, con il film Giustizia è fatta affrontò per la prima volta temi impegnativi che riguardavano il rapporto tra la morale e la giustizia; temi che sviluppò poi in Siamo tutti assassini (1952), Prima del diluvio (1954) e in Fascicolo nero (1955), cui seguì uno dei suoi capolavori noir, Occhio per occhio (1957). Il 1960 segnò un punto di evoluzione nella sua cinematografia; i suoi film si basarono, da quel momento in avanti, più che altro sul compromesso commerciale e con grandi concessioni alla moda. Da Il passaggio del Reno (1960), che racconta la storia ambigua di due prigionieri francesi, i film che seguiranno saranno piuttosto mediocri tranne forse Uno dei tre (1963). È il caso di film quali La vita coniugale (1964), Attentato al pudore (1967), Katmandu (1969), Morire d'amore (1971), L'accusa è: violenza carnale e omicidio (1974).

## Filmografia
- Il cantante sconosciuto (Le chanteur inconnu) (1947)
- Ritorna la vita (Retour à la vie) (1949)
- Gli amanti di Verona (Les amants de Vérone) (1949)
- Giustizia è fatta (Justice est faite) (1950)
- Siamo tutti assassini (Nous sommes tous des assassins) (1952)
- Prima del diluvio (Avant le déluge) (1954)
- Fascicolo nero (Le dossier noir) (1955)
- Occhio per occhio (Oeil pour oeil) (1957)
- Lo specchio a due facce (Le Miroir à deux faces) (1958)
- Il passaggio del Reno (Le passage du Rhin) (1960)
- Uno dei tre (Le glaive et la balance) (1963)
- La vita coniugale (La vie conjugale: Jean-Marc) (1964)
- Nel bene e nel male (La vie conjugale: Françoise) (1964)
- Non sono un'assassina (Piège pour Cendrillon) (1965)
- Attentato al pudore (Les risque du métier) (1967)
- Katmandu (Les chemins de Katmandou) (1969)
- Morire d'amore (Mourir d'aimer) (1971)
- Non c'è fumo senza fuoco (Il n'y a pas de fumée sans feu) (1972)
- L'accusa è: violenza carnale e omicidio (Verdict) (1974)
- Autopsia di un mostro (À chacun son enfer) (1977)
- Ragione di stato (La raison d'état) (1978)